# Tibastpraktbagge
Tibastpraktbagge (Agrilus integerrimus) är en skalbaggsart som först beskrevs av Julius Theodor Christian Ratzeburg 1839.  Tibastpraktbagge ingår i släktet Agrilus, och familjen praktbaggar. Enligt den finländska rödlistan är arten starkt hotad i Finland. Arten har ej påträffats i Sverige. Artens livsmiljö är lundskogar.